# Pallasiola
Pallasiola là một chi bọ cánh cứng trong họ Chrysomelidae.
Chi này được miêu tả khoa học năm 1925 bởi Jacobson.

## Các loài
Các loài trong chi này gồm:
- Pallasiola absinthii (Pallas, 1773)
- Pallasiola pamirica (Mandl, 1968)